# Diòcesi d'Ebebiyín
La Diòcesi d'Ebebiyín (llatí: Diœcesis Ebebiyinensis) és una seu de l'Església catòlica situada a la ciutat f'Ebebiyín (Guinea Equatorial), que és sufragània de l'Arxidiòcesi de Malabo. Va ser constituïda el 15 d'octubre de 1982.

## Informació general
Aquesta diòcesi va ser erigida en 1982 sobre la diòcesi de Bata, en la part oriental del país, sobre les províncies de Kié-Ntem i Wele-Nzas. És de ritu llatí (o romà), pertany a la Província Eclesiàstica de Malabo.

## Organització
Es troba sobre les províncies de Kié-Ntem i Wele-Nzas i està dividida en 10 parròquies.

### Bisbat
El 19 de febrer de 2011, el Sant Pare va nomenar bisbe de la diòcesi d'Ebebiyín a Guinea Equatorial a Juan Nsue Edjang Mayé, fins ara rector de la parròquia de Nuestra Señora del Carmen i de María Auxiliadora a l'illa de Bioko. cal ressaltar que Nsue va realitzar els seus estudis eclesiàstics en el Seminari Diocesà de Tenerife (Illes Canàries, Espanya) i es va llicenciar posteriorment a Toledo (Espanya) en Història eclesiàstica.
Juan Nsue Edjang Mayé va néixer a Micomeseng, Kié-Ntem el 9 de novembre de 1957, va ser ordenat sacerdot el 25 de març de 1995 i incardinat en l'arxidiòcesi de Malabo. Ha estat rector de la Catedral de Malabo, ecònom de la mateixa arxidiòcesi i director espiritual i formador en el seminari interdiocesà de la Puríssima de Bata.

## Episcopologi
- Ildefonso Obama Obono (15 d'octubre de 1982 - 9 de juliol de 1991) Arquebisbe de Malabo
- Juan Matogo Oyana C.M.F. (11 d'octubre de 1991 - 11 de maig de 2002) Bisbe de Bata
- Alfredo María Oburu Asue C.M.F. (8 de març de 2003 - 27 d'agost de 2006)[1]
- Juan Nsue Edjang Mayé (19 de febrer de 2011-)